# اچ‌ام‌اس فیم (اچ۷۸)
اچ‌ام‌اس فیم (اچ۷۸) (به انگلیسی: HMS Fame (H78)) یک کشتی بود که طول آن ۳۲۹ فوت (۱۰۰٫۳ متر) بود. این کشتی در سال ۱۹۳۴ ساخته شد.